# تپلک گلوسفید
تپلک گلوسفید (نام علمی: Scelorchilus albicollis) گونه‌ای پرنده از تیرهٔ تپلکان (Rhinocryptidae) و گونه بومی شیلی است.